# ديزج أغا حسن
ديزج أغا حسن هي قرية في مقاطعة أذر شهر، إيران. عدد سكان هذه القرية هو 237 في سنة 2006.